# WPBS-TV
WPBS-TV（仮想チャンネル16・UHFデジタルチャンネル26）は、アメリカ合衆国ニューヨーク州ウォータータウンに認可され、ニューヨーク州北部（アップステート・ニューヨーク）のノース・カントリー (ニューヨーク州)にサービスを提供している公共放送サービス（PBS）加盟のテレビ局。当局は、セントローレンスバレー教育テレビジョン評議会（St. Lawrence Valley Educational TV Council）が所有している。WPBS-TVのスタジオはウォータータウンのアーセナル・ストリートにあり、送信所はデンマーク (ニューヨーク州)のニューヨーク州道194号線にある。
WNPI-DT（仮想チャンネル18・UHFデジタルチャンネル23）は、ノーウッドにあるWPBS-TVのフルタイム・サテライト局で、送信所はニューヨーク州サウス・コルトンにある。WNPI-DTは、WPBS-TVから僅かな信号から存在しない信号を受信するニューヨーク北東部の地域を対象としているが、それ以外の場合は2局の等高線間に大きな重複がある。WNPI-TVは、WPBS-TVの直接のサイマル放送で、当局への放送中の参照は、番組放送中に連邦通信委員会（FCC）が義務付けた1時間ごとのステーションIDに限定される。送信所を除いて、WNPI-TVはノーウッドでローカルに物理的な存在を維持しない。
2つの放送局を合わせると、カナダのオタワとキングストンを含むオンタリオ州東部の多くでかなりの視聴者があり、スローガンである「Your Two-Nation Station」は、このカナダの視聴者を反映している。

## 歴史
1958年に組織されたセントローレンスバレー教育テレビジョン評議会は、元々、地元のCBS系列のWWNY-TV（チャンネル7）が放送する教育テレビ番組を制作していた。1971年には、商業放送局が既にウォータータウンのより大きな施設に移転していたため、チャンピオンヒルにWWNY-TVの元スタジオを使用して独立したPBS加盟局WNPE-TVを設立した。フルタイムのサテライト局WNPI-TVは、数週間後に開局した。WNPE-TVは、チャンピオンヒルの場所自体を超えて、1978年にウォータータウンの新しい建物に移転した。
カナダの視聴者数が多いため、WNPE-TVは最も成功したPBS加盟局の一つであり、資金調達の合計は、はるかに大きな市場の放送局の合計を超えることがよくあった。
少額で、WPBSコールサインを使用する権利は、1990年代後半にジョージア州コンヤーズ (ジョージア州)の小さなラジオ局WPBS (AM)から買収され、WPBS-TVへのコールサインの変更は1998年9月1日に発効した。アナログテレビ信号の終了に続いて、WPBS-TVはWNPI-TVと同様に、2009年7月2日に「-DT」接尾辞に切り替え、WPBS-TVは、2020年3月11日に「-TV」接尾辞に戻った。ニューヨーク市とロサンゼルスのABC、NBC、CBSが所有する放送局が使用するコールサイン方式を模倣した配列にもかかわらず、 PBSは、そのローカルおよび非営利の性質によるネットワーク及び地域のメンバーネットワークのために加盟局または地域メンバーネットワークを直営できないため、WPBS-TVは直営局ではない（カリフォルニア州サンディエゴでは同様の名前のKPBS (TV)でもない）。WPBSコールサインは、放送局の所属と番組編成を反映しているが、PBS内の特別なステータスは反映していない。
カナダでの高い視聴率にもかかわらず、オタワの主要なケーブルプロバイダーであるロジャース・ケーブル（以下、ロジャース）は2009年7月に、WTVSは無線信号からではなく光ファイバーケーブルを介して給電できるため、8月中旬までにシステム上のWPBS-TVをデトロイトのWTVSに置き換えて高品質のPBSフィードを提供する予定であると発表した。このニュースを受け取った直後に、「Save WPBS in Ottawa（オタワのWPBSを守れ）」（後に「Ottawa Loves WPBS（オタワはWPBSを愛している）」と改名）と呼ばれるFacebookの運動が開始され、ロジャースに当局を撤去する決定を再考するよう促し、何百人もの支持者と地元・オタワの政治家を引き付けた。2009年7月30日、WPBS-TVは、ニューヨーク州バッファローから送信されたロジャーズに当局の光ファイバーフィードを提供すると発表された
ロジャーズを通じてオンタリオ州ロンドン地域の視聴者にサービスを提供しているペンシルベニア州エリーのWQLN (TV)も、ロジャースのシステムからの削除の脅威にさらされていて、WPBS-TVと同様に、WQLNはロジャースとのファイバー接続を提供した。

## 放送対象エリア
WPBS-TVは合計220万人の視聴者が見ることができる。これは、ニューヨーク州で最小のPBS加盟局であるという事実にもかかわらずで、アメリカの視聴エリアには252,000人しかいない。ただし、ラジオ塔と電波塔からの信号は、ケーブルを介してオタワ渓谷地域にサービスを提供するのに十分な距離に達する。150万人を超えるこの市場（WPBS-TVのアメリカの視聴エリアの人口のほぼ6倍）は、カナダで4番目に大きい市場である。最近の募金活動中の寄付の70％がオタワの視聴者からのものであったため、WPBS-TVの視聴者サポートの多くはカナダの視聴者からも提供されている。また、カナダのドナーにサービスを提供するために、オンタリオ州ガナノクエに郵送先住所を維持している。
WPBS-TVのサービスエリアは、主に農村地域と小さな町で構成されている。そのサービスエリアの唯一の主要な都市エリアはオタワとキングストンである。
過去には、2ヶ国の視聴者を反映して、アメリカとカナダの国歌が放送開始・終了で演奏されていた。

## デジタルテレビ

### デジタルチャンネル
デジタル信号は多重化されている。
| チャンネル | 解像度 | アスペクト比 | PSIPショートネーム | 番組編成                        |
| ---------- | ------ | ------------ | ------------------ | ------------------------------- |
| 16.1 18.1  | 1080i  | 16:9         | WPBS HD WNPI-HD    | メイン番組編成・PBS             |
| 16.2 18.2  | 480i   | 16:9         | WPBS-2 WNPI-2      | クリエイト (テレビネットワーク) |
| 16.3 18.3  | 480i   | 16:9         | WPBS-3 WNPI        | ワールド・チャンネル            |
| 16.4 18.4  | 480i   | 16:9         | WPBS-4 WNPI4       | PBS Kids                        |

4つのデジタルサブチャンネルは、WPBS-TVとWNPI-DTの両方で同一である。
デジタル送信所ごとに40kwから60kwへの増力を要求していた。この要求は、WPBS-TV・WNPI-TVの2009年4月12日のアナログ放送終了日（アメリカのアナログ放送局の2009年6月12日の終了日よりも早い）に間に合うように連邦通信委員会（FCC）によって対処されていなかったが、同年後半に、高出力デジタル設備の建設許可が発行された。
WPBS-TVの以前のアナログチャンネル番号（UHF 16）は、2003年から2019年までロチェスターのWXXI-TVで使用されていた。WNPI-TVの以前のアナログチャンネル番号（UHF 18）とアンテナの位置は、FOX系列のWNYF-CDのマッセナ再放送局であるWNYF-CDに再割り当てされた。

## 番組編成
WPBS-TVは、地方および全国の配給用に様々な番組を制作している。ニューヨークとその周辺地域以外の多くの人々にとって、WPBS-TVは『ロッド・アンド・リール（Rod and Reel）』や『ストリームサイド（Streamside）』（1985年から2006年にかけて全国のPBS加盟局に配給された） から『クラシック・ストレッチ（Classical Stretch）』（1999年からアメリカン・パブリック・テレビジョン（APT）によって全国に配給）に至るまでの番組編成の代名詞である。また、PBSやAPTから全国的に配給されている他番組も放送している。

### WPBS-TV制作のテレビ番組
- エネルギー効率: 家庭のパフォーマンスの向上（Energy Efficiency: Enhancing Home Performance）
- ビル・サイフのロッド&リール（Bill Saiff's Rod & Reel、1985年〜2001年、PBSによって全国的に配給)
- キャビン・カントリー（Cabin Country）
- キャンプ・ウィリー（Camp Willie）
- ペットの発見（Discovering Pets）
- 庭師（The Gardener、2001年、13部構成のシリーズ）[14][15]
- アーティストの旅（Journeys Of An Artist、2006年、全国）アートと旅行を組み合わせた13話のシリーズ[16]。
- ドン・マイスナーのストリームサイド（Streamside with Don Meissner）[17]

### 全国番組
アメリカン・パブリック・テレビジョンによって全国的に公共テレビ局に配信されているWPBS-TV発信の番組には次のものが含まれる。
- アーティストの世界（The Artist's World）
- アーティストの世界のスケッチ（Artist's World Sketches）
- CDハイウェイ（CD Highway）
- クラシカル・スケッチ（Classical Stretch）[19][20]（1999年〜2005年）
- コテージ・カントリー（Cottage Country）
- フライフィッシング・デスティネーションズ（Flyfishing Destinations）
- カントリー・ガーデンから（From A Country Garden）[21][22]
- ロッド&リール・ストリームサイド（Rod & Reel Streamside）（2001年〜2006年）[23]

全国教育電気通信協会（National Educational Telecommunications Association）によって公共テレビ局に配給されたWPBS-TV独自の番組には次のものが含まれる。
- フィッシング・ビハインド・ザ・ラインズ（Fishing Behind the Lines）[25]
- ニュー・フライ・フィッシャー（英語版）[26][27]
- ウィルソン・ビックフォード（英語版）のペインティング（Painting with Wilson Bickford）[28]

### WPBSローカルおよび地域テレビ番組
- ジェファーソンのテーブル（Jefferson's Table） - 地元のワイン、歴史、料理を扱う番組。
- ウィズ・クイズ（英語版） - クイズボウル（英語版）スタイルのコンテスト。
  - ウィズ・クイズ・カナダ（Whiz Quiz Canada） - カナダ版『ウィズ・クイズ』
- WPBS-LIVE! - アメリカ・カナダに地元の関心のあるトピックを提示する生放送の視聴者参加番組。